# Мосорівська сільська рада
Мосорівська сільська́ ра́да — адміністративно-територіальна одиниця та орган місцевого самоврядування в Заставнівському районі Чернівецької області. Адміністративний центр — село Мосорівка.

## Загальні відомості
- Населення ради: 311 особа (станом на 2001 рік)

## Історія
Чернівецька обласна рада рішенням від 27 лютого 2006 року у Заставнівському районі у зв'язку з перейменуванням села Мусорівка на село Мосорівка (Відомості Верховної Ради, 2006, № 5-6, ст.83) перейменувала Мусорівську сільраду на Мосорівську.

## Населені пункти
Сільській раді підпорядковані населені пункти:
- с. Мосорівка

## Склад ради
Рада складається з 12 депутатів та голови.
- Голова ради: Дубін Михайло Васильович

### Депутати
За результатами місцевих виборів 2010 року депутатами ради стали:

#### За суб'єктами висування
| Суб'єкт висування                                       | Кількість обраних депутатів | %    |
| ------------------------------------------------------- | --------------------------- | ---- |
| Самовисування                                           | 7                           | 58,3 |
| Політична партія Всеукраїнське об'єднання «Батьківщина» | 5                           | 41,7 |

#### За округами
| № округу                                                | Прізвище, ім'я, по батькові       | Дата визнання обраним | Освіта             | Партійна приналежність                        | Відомості про обраного депутата                                                                   |
| ------------------------------------------------------- | --------------------------------- | --------------------- | ------------------ | --------------------------------------------- | ------------------------------------------------------------------------------------------------- |
| Політична партія Всеукраїнське об'єднання «Батьківщина» |                                   |                       |                    |                                               |                                                                                                   |
| 2                                                       | Чарський Василь Манолійович       | 01.11.2010            | середня спеціальна | позапартійний                                 | тимчасово не працює                                                                               |
| 3                                                       | Рудий Іван Васильович             | 01.11.2010            | середня спеціальна | член Всеукраїнського об'єднання «Батьківщина» | тимчасово не працює                                                                               |
| 5                                                       | Абдуллаєва Валентина Дмитрівна    | 03.11.2010            | середня спеціальна | член Всеукраїнського об'єднання «Батьківщина» | Агентство з ідентифікації і реєстрації тварин, агент                                              |
| 8                                                       | Копичанський Михайло Васильович   | 03.11.2010            | середня спеціальна | член Всеукраїнського об'єднання «Батьківщина» | тимчасово не працює                                                                               |
| 12                                                      | Гуменюк Василина Дмитрівна        | 03.11.2010            | вища               | позапартійна                                  | Мосорівська сільська рада, секретар                                                               |
| Самовисування                                           |                                   |                       |                    |                                               |                                                                                                   |
| 1                                                       | Копичанська Валентина Григорівна  | 09.01.2011            | середня спеціальна | позапартійна                                  | Сільська рада, головний бухгалтер                                                                 |
| 4                                                       | Богуцька Леся Онуфріївна          | 09.01.2011            | вища               | позапартійна                                  | тимчасово не працює                                                                               |
| 6                                                       | Дуліба Ярослав Васильович         | 03.11.2010            | середня спеціальна | позапартійний                                 | тимчасово не працює                                                                               |
| 7                                                       | Молдован Володимир Іванович       | 03.11.2010            | середня спеціальна | позапартійний                                 | тимчасово не працює                                                                               |
| 9                                                       | Герасименко Манолій Михайлович    | 03.11.2010            | середня спеціальна | позапартійний                                 | пенсіонер                                                                                         |
| 10                                                      | Мельничук Володимир Костянтинович | 03.11.2010            | середня спеціальна | позапартійний                                 | СТОВ «Колосок-1», агроном                                                                         |
| 11                                                      | Захарчук Орися Дмитрівна          | 27.04.2014            | середня            | позапартійна                                  | Територіальний центр соціального обслуговування (надання соціальних послуг), соціальний працівник |

## Населення
За переписом населення України 2001 року в сільській раді мешкало 311 осіб.

### Мова
Розподіл населення за рідною мовою за даними перепису 2001 року:
| Мова       | Відсоток |
| ---------- | -------- |
| українська | 99,36 %  |
| російська  | 0,32 %   |
| інші       | 0,32 %   |